# Éditions Créaphis
Les éditions Créaphis sont une maison d'édition fondée dans la Drôme en 1982, en affaire personnelle puis en SARL, par Claire Reverchon et Pierre Gaudin. Elle s'installe à Saint-Étienne en avril 2021.
Diffusée et distribuée par Interforum, les éditions Créaphis se sont spécialisées dans la publication d'ouvrages dans les domaines artistiques, littéraires et scientifiques. 